# San José Buenavista, General Felipe Ángeles
San José Buenavista är en ort i Mexiko.   Den ligger i kommunen General Felipe Ángeles och delstaten Puebla, i den sydöstra delen av landet, 170 km öster om huvudstaden Mexico City. San José Buenavista ligger 2 370 meter över havet och antalet invånare är 371.
Terrängen runt San José Buenavista är huvudsakligen kuperad, men västerut är den platt. Runt San José Buenavista är det ganska tätbefolkat, med 248 invånare per kvadratkilometer. Närmaste större samhälle är Tecamachalco, 16,9 km sydväst om San José Buenavista. Trakten runt San José Buenavista består till största delen av jordbruksmark.